# 908 Буда
908 Буда (908 Buda) — астероїд головного поясу, відкритий 30 листопада 1918 року.
Тіссеранів параметр щодо Юпітера — 3,430.